# غرامت مالی
غرامت مالی (انگلیسی: Financial compensation) به انجام عملی اطلاق می‌شود که در ازای کالا، نیروی کار، پول یا سایر چیزهایی که برای شخص ارزش اقتصادی دارند یا تأمین هزینه‌های صدماتی که شخص متحمل شده‌باشد، به او یاری می‌رساند.
انواع غرامت مالی عبارت است از:
خسارت، اصطلاح قانونی برای غرامت مالی قابل استرداد به دلیل نقض وظیفه دیگری
غرامت ملی شدن، غرامت پرداختی در صورت ملی شدن اموال
پرداخت
دستمزد
غرامت دیرکرد
جبران خسارت اجرایی
مزایا و امتیازها
حقوق
حق‌الزحمه
مزایای کارمندان
غرامت کارگران، برای محافظت از کارکنانی که متحمل صدمات ناشی از کار شده‌اند